# طوابع الإيرادات في الهند

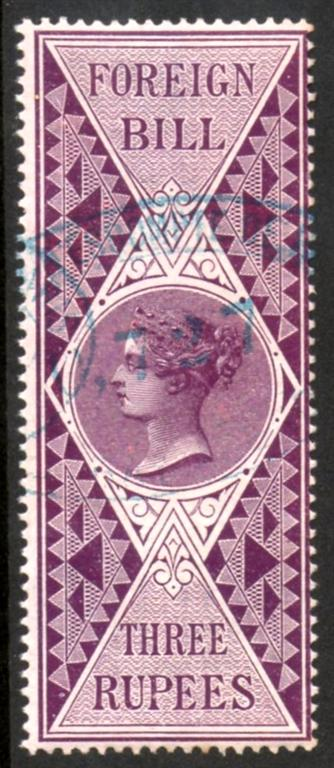
طابع بريدي أجنبي بقيمة 3 روبية يعود تاريخه إلى عام 1861 في الهند البريطانية.

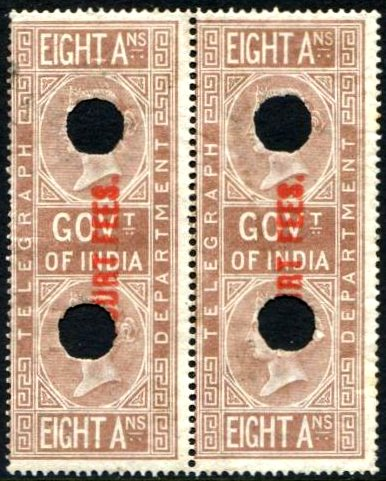
زوج من طوابع التلغراف المطبوعة لاستخدامها كطوابع رسوم المحكمة في عام 1870.

طوابع الإيرادات في الهند حيث كانت الهند تستخدم طوابع الإيرادات بدرجة كبيرة سواء قبل الاستقلال أو بعده. وقد صدرت أولى الإيرادات في منتصف القرن التاسع عشر وما زالت تصدر حتى يومنا هذا. فبصرف النظر عن القضايا التي تهم الهند بأكملها فإن العديد من الولايات الأميرية والمقاطعات والولايات الأخرى كانت لديها أو لا تزال لديها إصدارات طوابع الإيرادات الخاصة بها.

## قبل الاستقلال
قبل الاستقلال كانت طوابع الإيرادات الهندية مصممة بشكل وثيق على غرار التصاميم المماثلة من بريطانيا العظمى وغالباً ما كانت تستخدم تصميم من نوع المفتاح. واستخدمت أنواع المفاتيح للعديد من أنواع الإيرادات بما في ذلك:
- الاتفاق
- مذكرة الوسيط
- القنصلية
- رسوم الوصي
- الترفيه (أعداد خاصة للبنغال وبومباي والمقاطعات المتحدة)
- فاتورة أجنبية
- كاتب العدل بالمحكمة العليا
- تأمين
- كاتب العدل
- الإيرادات (بومباي فقط)
- نقل الأسهم
- محكمة القضايا الصغيرة (كلكتا فقط)
- لاصق خاص (بما في ذلك المطبوعات الفوقية لـفاكيل)

ومع ذلك كانت بعض الضرائب تحمل طوابع خاصة وهي:
- الضريبة المركزية
- رسوم المحكمة (بما في ذلك رسوم النسخ والخدمة)
- الجمارك
- فاتورة أجنبية
- إدارة الغابات
- المحكمة العليا (بما في ذلك القضايا المتعلقة بالمحامي والمستشار القانوني وكاتب العدل)
- رسوم ترخيص وكيل التأمين
- ضريبة المطابقة
- كاتب العدل
- الالتماس
- مذكرة بريدية
- الخدمة البريدية
- الإيرادات (أو الإيصال)
- نقل الأسهم
- محكمة القضايا الصغيرة (بما في ذلك الإصدارات الخاصة بكلكتا ومَدْراس)
- لاصق خاص (بما في ذلك المطبوعات الفوقية لـفاكيل)
- ضريبة التبغ

بالإضافة إلى ذلك قامت الولايات الأميرية في الهند بإصدار العديد من طوابع الإيرادات ذات التصاميم الفريدة.

## بعد الاستقلال

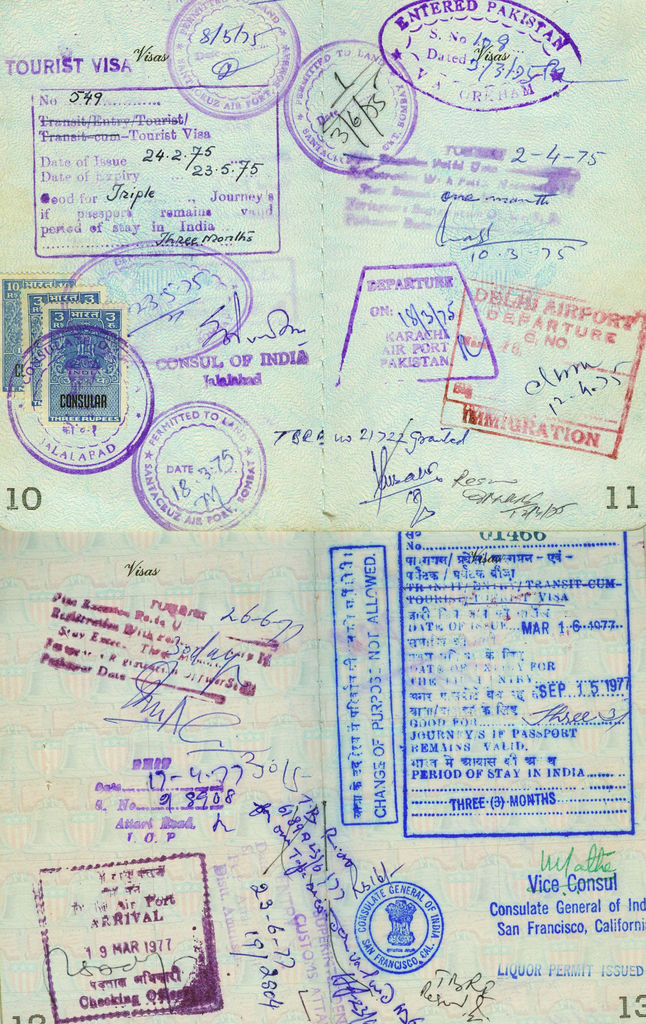
الطوابع القنصلية المستخدمة على صفحة جواز السفر في عام 1975.

بعد الاستقلال تغيرت طوابع الإيرادات الهندية لتشمل كابيتل الأسد أسوكا ولكنها لا تزال تستخدم تنسيق نوع المفتاح. استخدمت تصميمات مختلفة ومتنوعة من أنواع المفاتيح وكان أحدثها من حوالي عام 2000 إلى يومنا هذا. وقاموا باستخدام الأنواع الرئيسية للأغراض التالية:
- الاتفاق
- مذكرة الوسيط
- القنصلية
- رسوم الوصي
- فاتورة أجنبية
- كاتب العدل بالمحكمة العليا
- تأمين
- كاتب العدل
- نقل الأسهم
- محكمة القضايا الصغيرة (كلكتا فقط)
- لاصق خاص

ومن بين هذه المواد لا تزال مواد التأمين والمواد التوثيقية والمواد اللاصقة الخاصة فضلاً عن بعض المواد الأخرى قيد الاستخدام.
كما استخدمت طوابع خاصة لأغراض أخرى عديدة. والتي كانت:
- رسوم ترخيص البث الإذاعي
- الضريبة المركزية
- رسوم التوظيف المركزية
- الجمارك
- ضريبة السفر إلى الخارج (المعروفة سابقًا باسم رسوم خدمة الركاب)
- التأمين
- ضريبة المطابقة
- جواز السفر
- الدخل
- الضمان الاجتماعي
- ضريبة التبغ

## إصدارات الدولة

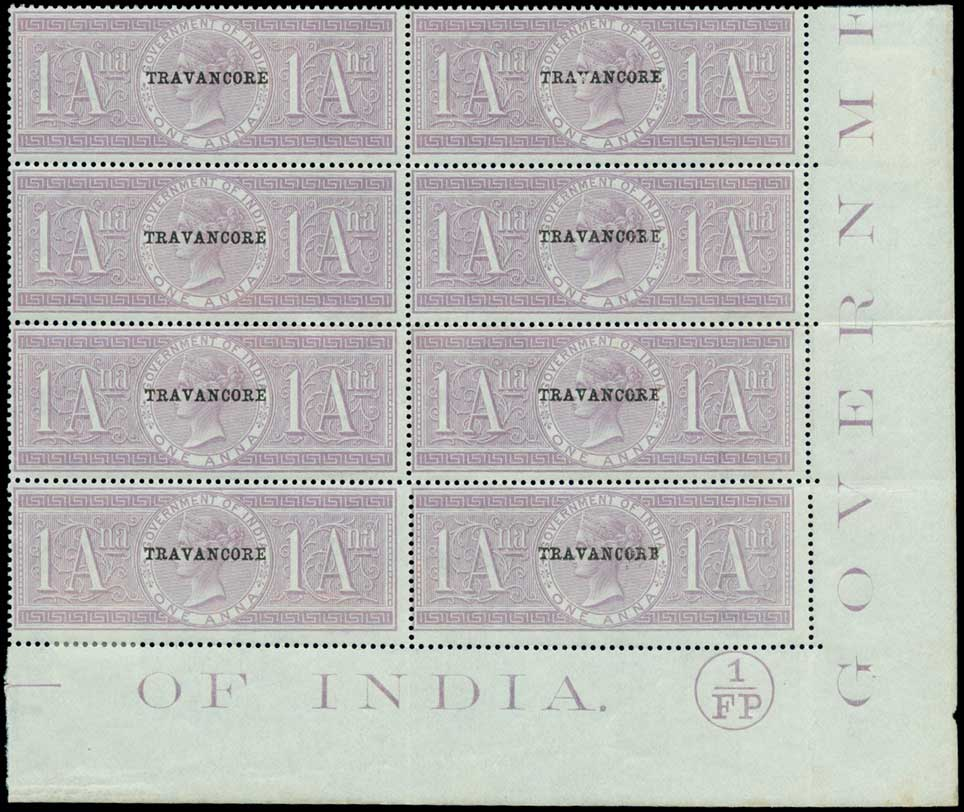
طوابع لاصقة خاصة من ترافنكور 1887 1إيه

فعلى الأقل رُصدت 300 ولاية هندية أصدرت طوابع الإيرادات الخاصة بها. وتوقفت معظم هذه الولايات عن الحصول على إيرادات منفصلة لأنها حُلت بعد الاستقلال ومع ذلك استمرت بعض الولايات مثل جايبور وسيكيم في القيام بذلك حتى ستينيات القرن العشرين عندما أصبحت ولايات في الهند المستقلة. كما لا تزال ولاية جامو وكشمير تحتفظ بطوابع الإيرادات الخاصة بها حتى يومنا هذا بسبب وضعها الخاص في المادة 370 من الدستور الهندي. كما أصدرت بعض الولايات الأخرى التي أنشئت بعد الاستقلال مثل ولاية آسام وولاية ماديا بهارات الطوابع أيضاً.
وفي الوقت نفسه لا تزال هناك العديد من القضايا المتعلقة بالإيرادات سواء قبل الاستقلال أو بعده والتي تتعلق بالطباعة الزائدة على الأموال على مستوى المقاطعات أو الولايات. حيث توجد طبعات فوقية معروفة في حوالي 75 ولاية مختلفة.

## ورق مختوم وهونديس

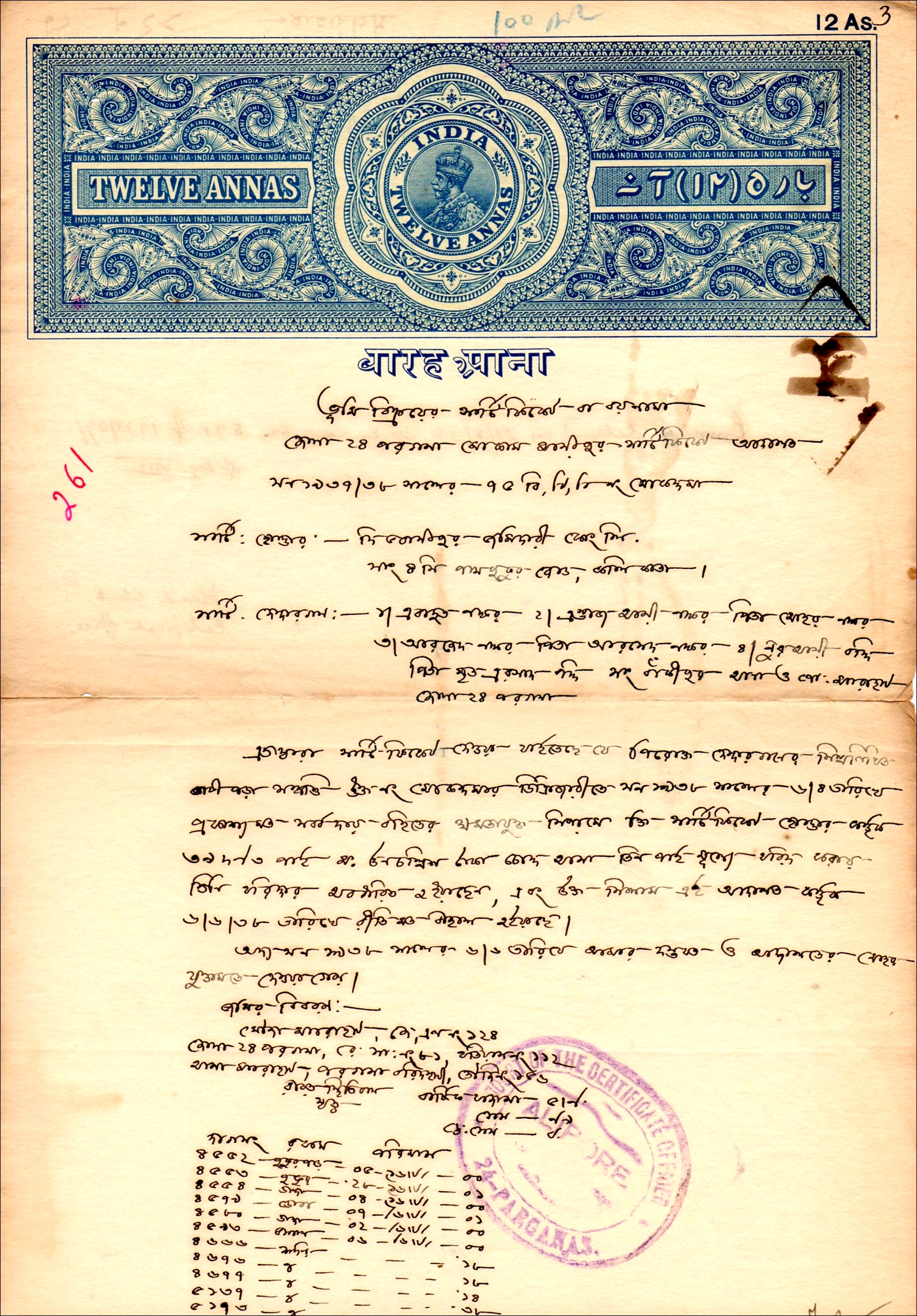
ورقة نقدية هندية مستعملة مختومة بقيمة 12 آنا يعود تاريخها إلى عام 1938.

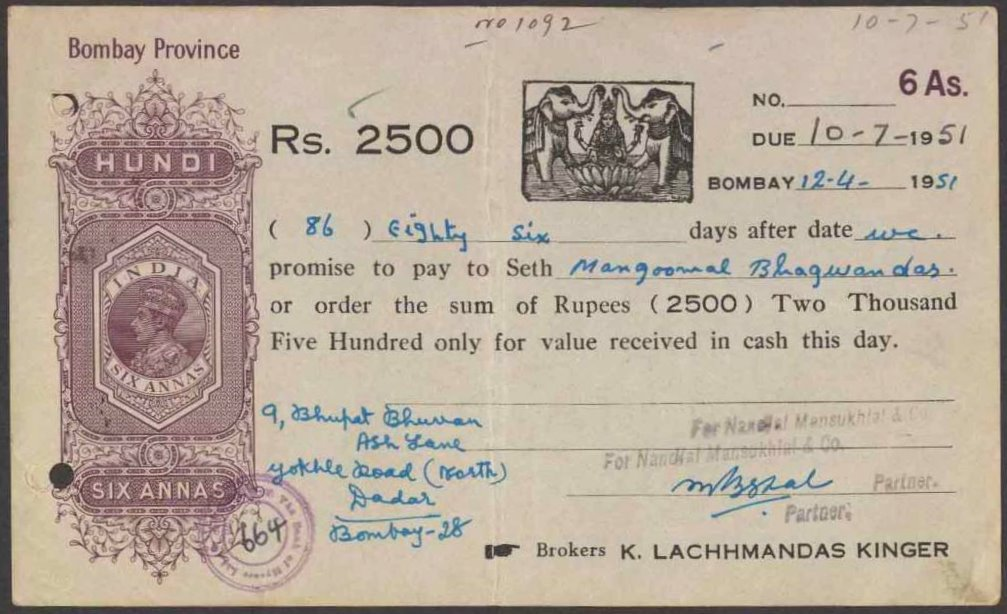
عملة هوندي من مقاطعة بومباي عام 1951 بقيمة 2500 روبية مع طابع إيرادات 6إيه مطبوع مسبقًا.

كانت الهند تستخدم الورق المختوم بكثافة سواءً قبل الاستقلال أو بعده.
بالإضافة إلى ذلك في الغالب تحمل العملات المعدنية وهي نظام بديل لتحويل الأموال يستخدم على نطاق واسع في شبه القارة الهندية طابع إيرادات مطبوع مسبقًا.

## الهند الفرنسية والبرتغالية
كانت الهند الفرنسية تمتلك طوابع إيرادات منفصلة حتى عام 1954. فبعد أن أصبحت جزء من الهند أصدرت بونديشيري عدة إيرادات. في البداية كانت طوابع الهند الفرنسية تُفرض عليها رسوم إضافية بالعملة الهندية ولكن في وقت لاحق أصدرت طوابع منفصلة تحمل إما تيمبر موبايل أو تيمبر كويتنس. ومن ثم طبعت بونديشيري على الإيرادات الهندية اسم الولاية وقاموا باستخدام طوابع آنا قبل وبعد الاستقلال مثل فئات 2 آنا والتي ستصبح تدريجيًا جزء من الإيرادات والفئات اللاحقة مثل 10 روبية و20 روبية في أواخر السبعينيات بكثرة ولكن مع إدخال هذه الطوابع في عام 1978 وما بعده كانت الفئات الأعلى مثل 50 روبية و100 روبية تتمتع بأعلى قدرة في الإيرادات والرسوم في وقت لاحق واستمر هذا حتى عام 1980.
كما أصدرت الهند البرتغالية أيضًا إيراداتها الخاصة. ففي عام 1954 حُررت دادرا وناجار هافيلي من الهند البرتغالية وأصدرت طابع إيرادات واحد. فبعد تحرير جوا في عام 1961 طبعت إيرادات البرتغال الهندية بقيم جديدة بالعملة الهندية لاستخدامها كطوابع رسوم المحكمة أو الإيرادات. وفي وقت لاحق قاموا بطباعة العديد من الإيرادات الهندية تحت عنوان "جوا ودامان وديو" لاستخدامها في الأراضي البرتغالية السابقة. واستمر هذا الوضع حتى سبعينيات القرن العشرين.

## قراءة إضافية
- كوبل، أدولف [الإنجليزية]
 . طوابع الرسوم القضائية والإيرادات للولايات الأميرية في الهند: موسوعة ودليل مرجعي، المجلد الأول، الطوابع اللاصقة ، مؤسسة الطوابع المالية، نيويورك، 1983.(ردمك 0-9613773-0-5)رقم ISBN 0-9613773-0-5 . (مع ريموند د. مانرز)
- كوبل، أدولف. طوابع الرسوم القضائية والإيرادات للولايات الأميرية في الهند: موسوعة ودليل مرجعي، المجلد الأول، الطوابع اللاصقة، الملحق، مؤسسة الطوابع المالية، نيويورك، 1986.(ردمك 0-9613773-1-3)رقم ISBN 0-9613773-1-3 . (مع ريموند د. مانرز)
- كوبل، أدولف. طوابع الرسوم القضائية والإيرادات للولايات الأميرية في الهند (الورق المختوم بما في ذلك الملحق الثاني للطوابع اللاصقة، المجلد الثاني) ، مؤسسة الطوابع المالية، نيويورك، 1989.(ردمك 0-9613773-2-1)رقم ISBN 0-9613773-2-1 . (مع ريموند د. مانرز)

## روابط خارجية
- India States Revenues
- India's One Anna Receipt Stamps of Queen Victoria and King Edward: 1860–1906 Exhibit by Steven Zwillinger
- Indian Court Fee Issue of 1904 Exhibit by Steven Zwillinger
- Forgotten Revenue Paper: Indian Hundis of Edward VII 1903–1910 Exhibit by Steven Zwillinger
- India Refugee Relief Tax 1971–73 Exhibit by Ronald J. Klimley
- Revenues of Selected Princely States of India till 1950 Exhibit by Jiří Černý
- Tax Stamps and Tax Stamp Papers of Indian Feudal State Bonai Exhibit by Jiří Černý
- Revenue Stamps of the Princely State of Karauli Exhibit by Jiří Černý
- Kishangarh نسخة محفوظة 3 مارس 2016 على موقع واي باك مشين. Exhibit by Ajay Mittal
- Kishangarh Revenues Exhibit by Abdul Mollah
- Revenue Stamps of Vala – India Princely State Exhibit by Jiří Černý